# Jean-Louis Chéray
Jean-Louis Chéray, né le 8 octobre 1915 dans le 18e arrondissement de Paris et mort le 6 février 1993 dans le 15e arrondissement de Paris, est un directeur de salle de cinéma français.
Il a animé le Studio Parnasse, à Paris, pendant vingt ans à partir de la fin des années 1940. Il y organisait des débats auxquels participaient de nombreux futurs critiques et réalisateurs. Ainsi Jean-Claude Guiguet estime-t-il qu'il a commencé à comprendre et à aimer le cinéma « grâce à l'existence du Studio Parnasse et de ses fameux mardis ». 
Les séances du mardi étaient précédées par un jeu de questions sur le cinéma où les spectateurs pouvaient gagner des places de cinéma gratuites. "Cet animal de (Jacques) Rivette nous enfonçait tous, se souvient Jean Gruault. Il raflait des billets sous notre nez par douzaines. Des fauteuils aux balcons, des bouffées de rancœur jalouse empestaient l'atmosphère." (Ce que dit l'autre, Julliard, p. 145). 
Jean-Loup Passek, dans son Dictionnaire du cinéma, écrit que Jean-Louis Chéray est un  « combattant de l'ombre » qui « a formé toute une génération de cinéastes et de critiques », avant d'ajouter : « Mais son plus beau mérite aura été sans doute d'avoir formé toute une génération de spectateurs ».
Jean-Louis Chéray a participé à la création, en 1955, de l'Association française des cinémas d'art et d'essai (AFCAE). 